# Skåpafors
Skåpafors – miejscowość (tätort) w Szwecji, w regionie administracyjnym (län) Västra Götaland, w gminie Bengtsfors.
Według danych Szwedzkiego Urzędu Statystycznego liczba ludności wyniosła: 323 (31 grudnia 2015), 347 (31 grudnia 2018) i 316 (31 grudnia 2019).